# Mladecko (nádraží)
Mladecko je dopravna D3, která se nachází v jihovýchodně od obce Mladecko na katastru městyse Litultovice v okrese Opava. Dopravna leží v km 17,694 jednokolejné Opava východ – Svobodné Heřmanice mezi odbočkou Moravice a dopravnou Svobodné Heřmanice.

## Historie
Nádraží s tehdejším německým názvem Mladetzko bylo dáno do provozu 29. června 1892, tedy současně se zprovozněním tratě z Opavy do Horního Benešova. V roce 1918 byl název nádraží počeštěn na Mladecko, v roce 1931 pak upraven na Mladetsko. V letech 1938 až 1945 se krátce používal opět německý název Mladetzko, načež se navrátilo české pojmenování Mladecko.

## Popis dopravny
Dopravna D3 Mladecko je řízena dirigujícím dispečerem, který sídlí ve stanici Opava východ. Dopravna je ohraničena lichoběžníkovými tabulkami umístěnými ve směru v km 17,300 (od odbočky Moravice) a 17,969 (od Svobodných Heřmanic).
V dopravně se nachází jen jedna dopravní kolej, je označena číslem 1. Na straně k budově je ještě oboustranně zapojená manipulační kolej č. 3 a na opačné straně manipulační kolej č. 2, na kterou na straně k odbočce Moravice navazuje kusá kolej č. 2a. Tato kolej pak pokračovala jako vlečka do kamenolomu Mladecko. Vlečka byla evidována u Drážního úřadu jako provozovaná ještě v závěru roku 2021, v roce 2024 už Správa železnic žádnou navazující vlečku v Mladecku neevidovala.
U dopravní koleje č. 1 je zřízeno vnitřní jednostranné nástupiště o délce 45 m s nástupní hranou ve výšce 300 mm nad temenem kolejnice, příchod na nástupiště je úrovňový přes kolej č. 3. Výpravní budova z lícového zdiva je pro cestující uzavřena.
V dopravně se nacházejí celkem tři železniční přejezdy. Ve směru od odbočky Moravice je na záhlaví dopravny v km 17,407 nejdříve přejezd P7844 zabezpečený světelným přejezdovým zabezpečovacím zařízením se závorami, neboť na něm trať kříží silnice I/46. Následuje v km 17,476 přejezd P7845 (účelová komunikace do kamenolomu), který je zabezpečen jen výstražnými kříži. Na opačném záhlaví je pak v km 17,868 přejezd P7846 (účelová komunikace k chatám), rovněž jen s výstražnými kříži.